# Núñez de Balboa (metropolitana di Madrid)
Núñez de Balboa è una stazione delle linee 5 e 9 della metropolitana di Madrid. Si trova sotto all'incrocio tra la Calle de Juan Bravo e la Calle del Príncipe de Vergara, nel distretto di Salamanca. La stazione è molto estesa dato che l'interscambio tra le due linee si effettua tramite un lungo corridoio sotterraneo.

## Storia
La stazione fu inaugurata il 2 marzo 1970 quando la linea 5 venne ampliata dalla stazione di Callao a quella di Ventas. I binari di questa linea si trovano sotto alla Calle de Juan Bravo, tra le vie Velázquez e Núñez Balboa.
I binari della linea 9 furono aperti nel 1986 in corrispondenza della costruzione del tratto tra Avenida de América e Sainz de Baranda che univa le due parti, già esistenti, della linea. I binari si trovano sotto alla Calle del Príncipe de Vergara, tra la piazza del Marqués de Salamanca e la Calle de Juan Bravo.

## Accessi
Vestibolo Juan Bravo
- Velázquez: Calle de Velázquez 92 (angolo con Calle de Juan Bravo 11)
- Núñez de Balboa: Calle de Núñez de Balboa 85 (angolo con Calle de Juan Bravo 13)

Vestibolo Marqués de Salamanca aperto dalle 6:00 alle 21:40
- Pza. Marqués de Salamanca: Plaza del Marqués de Salamanca 10
- Aparcamiento: Parcheggio della Plaza del Marqués de Salamanca (solo entrata)

## Autobus

### Urbani
| Linea della EMT | Direzione                | Fermata:                                        |
| --------------- | ------------------------ | ----------------------------------------------- |
| 1               | Plaza de Cristo Rey      | 732: J.Ortega y Gasset-Pza Marqués Salamanca    |
| 1               | Prosperidad              | 731: J.Ortega y Gasset-Pza Marqués Salamanca    |
| 9               | Hortaleza                | 427: Velázquez-Juan Bravo                       |
| 19              | Pza. de Cataluña         | 427: Velázquez-Juan Bravo                       |
| 51              | Plaza del Perú           | 427: Velázquez-Juan Bravo                       |
| 29              | Avenida de Felipe II     | 2232: Príncipe de Vergara-Pza Marqués Salamanca |
| 29              | Manoteras                | 2231: Príncipe de Vergara-Pza Marqués Salamanca |
| 52              | Santamarca               | 2231: Príncipe de Vergara-Pza Marqués Salamanca |
| 52              | Puerta del Sol           | 2232: Príncipe de Vergara-Pza Marqués Salamanca |
| 74              | Paseo del Pintor Rosales | 732: J.Ortega y Gasset-Pza Marqués Salamanca    |
| 74              | Parque de las Avenidas   | 731: J.Ortega y Gasset-Pza Marqués Salamanca    |
| N2              | Plaza de Cibeles         | 2232: Príncipe de Vergara-Pza Marqués Salamanca |
| N2              | Hortaleza                | 2231: Príncipe de Vergara-Pza Marqués Salamanca |
| N4              | Barajas                  | 427: Velázquez-Juan Bravo                       |
| N-L5            | Canillejas               | 3713: Juan Bravo-Velázquez                      |
| N-L5            | Casa de Campo            | 3712: Juan Bravo-Velázquez                      |
| N-L9            | Herrera Oria             | 2231: Príncipe de Vergara-Pza Marqués Salamanca |
| N-L9            | Puerta de Arganda        | 2232: Príncipe de Vergara-Pza Marqués Salamanca |